# Antonio Ongaro
Antonio Ongaro (Venise vers 1560,, — Valentano, 1593) est un poète et dramaturge italien de la fin de la Renaissance. Un des imitateurs du Tasse, dans le genre pastoral, il passa plusieurs années de sa courte vie au service des Farnèse à leur cour.

## Biographie
Antonio Ongaro était né vers 1560 à Padoue. Ses talents l’ayant fait connaître de bonne heure, un prince de la maison Farnèse, Mario, se déclara son protecteur, et lui fournit les moyens de cultiver les lettres. L’Alceo, pastorale imitée de l’Aminta du Tasse, qu’il fit représenter, en 1591, sur le théâtre de Nettuno, reçut un accueil qui devait l’encourager à suivre la carrière dramatique ; mais Ongaro ne survécut pas longtemps à la publication de son poème. Il mourut en 1593, à peine âgé de trente-neuf ans, emportant les regrets de tous les littérateurs à qui ses talents avaient donné de grandes espérances.

## Œuvres
L'Aminte du Tasse avait été représentée à la cour de Ferrare en 1572. Le succès de cet ouvrage excita l’émulation d’Ongaro, qui publia peu après son Alcée. Mais il introduisit dans cette pièce, au lieu de bergers, des pêcheurs. Cette nouveauté ne parut pas heureuse à tous les gens de goût. L’idée qu’on avait du langage grossier des pêcheurs ne devait pas faire accueillir favorablement un ouvrage où on les avait fait parler. Cependant la beauté de plusieurs vers, la vérité et la simplicité des caractères le firent recevoir avec indulgence. On trouva seulement qu’il y avait tant de ressemblance entre cette pastorale et celle du Tasse, que les plaisants de l’époque appelèrent son Alceo « l’Aminte mouillée » (Amynta madidus).
Cette pièce fut imprimée pour la première fois à Venise en 1582, sous le titre d’Alceo favola piscatoria di Antonio Ongaro recitata in Nettuno, Castello de’ signori Colonnesi, e non più posta in luce. Ottavio Magnini, sous le nom académique d’Arsaccio en publia une nouvelle édition, Ferrare, 1614, in-4°, augmentée des intermèdes de Giovanni Battista Guarini, avec leurs explications et des discours. Enfin elle a été réimprimée à la suite de l’Aminta, Padoue, Comino, 1722, in-8°, précédée d’une notice sur l’auteur. Cette pièce a été traduite en français par Roland Brillet : l’Alcée, pescherie ; en laquelle, sous le nom de pêcheurs, sont représentées plusieurs naïves passions d’amour, Paris, 1596, in-16 ; Rouen, 1602, in-12, deux éditions également rares. Pour l’élégance de la versification, ainsi que pour le naturel du dialogue, cette pastorale est digne de la réputation dont elle jouit encore.
On a encore de lui des Poésies publiées pour la première fois à Farnèse, 1600, in-8°. Cette édition est très-rare. Celle de Bologne, 1644, 3 part. in-12, passe pour la plus complète ; cependant elle ne contient pas encore toutes les pièces de cet auteur, puisque Crescimbeni en rapporte quelques-unes d’inédites dans la Storia della poesia volgare, V, 337.

## Source
- Louis-Maïeul Chaudon, Dictionnaire universel, historique, critique, et bibliographique, v. 13, Paris, Mame frères, 1810, p. 69
- « Antonio Ongaro », dans Louis-Gabriel Michaud, Biographie universelle ancienne et moderne : histoire par ordre alphabétique de la vie publique et privée de tous les hommes avec la collaboration de plus de 300 savants et littérateurs français ou étrangers, 2e édition, 1843-1865 [détail de l’édition]